# 유선망

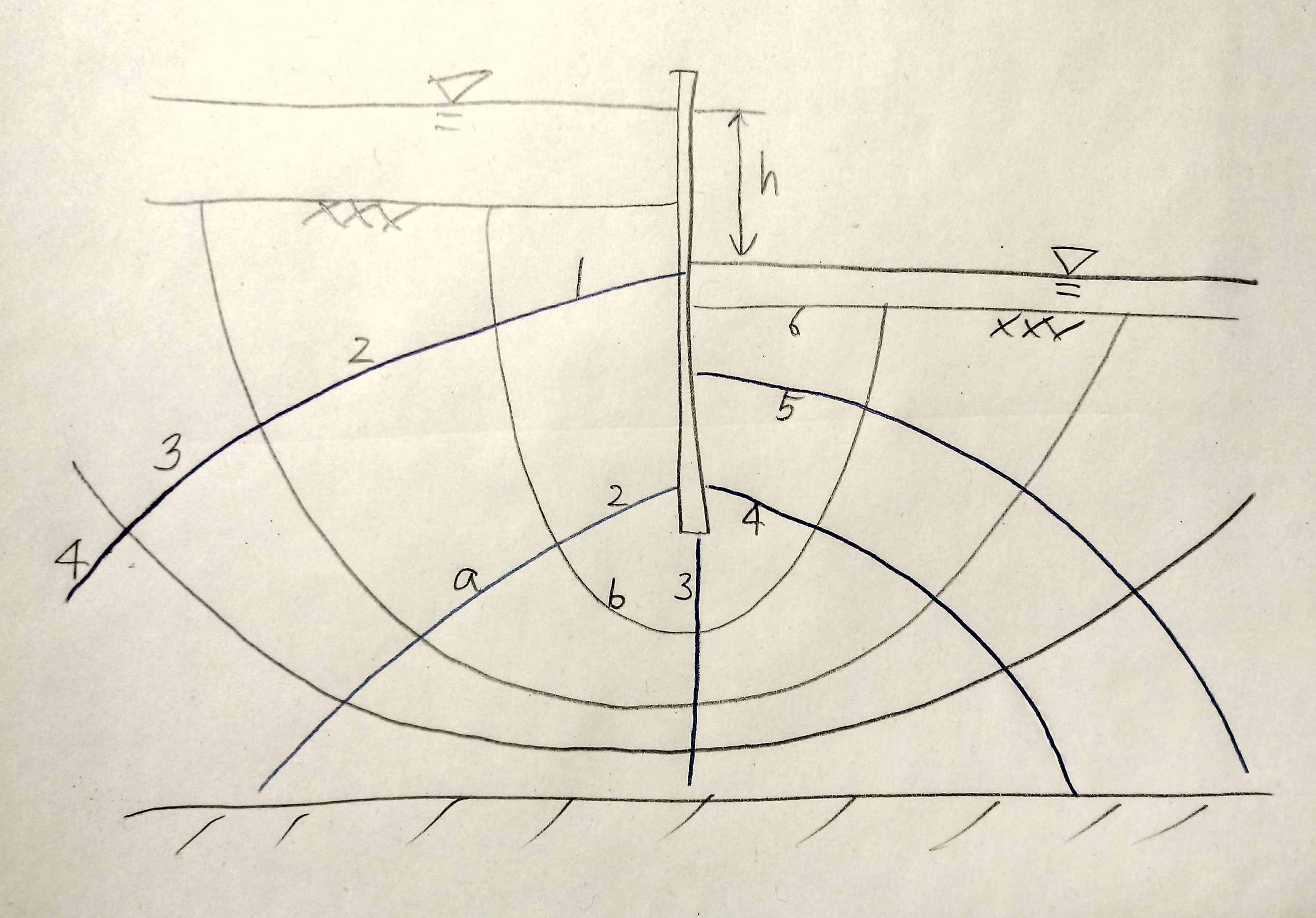
파란 선은 등수두선, 등수두선과 교차하는 선은 유선

유선망(flow net)은 토질역학에서 유선과 등수두선으로 이루어진 망을 말한다. 흙 속의 물의 흐름을 나타낸다. 인접한 2개의 유선으로 이루어진 공간을 유로(flow path)라 하고, 인접한 2개의 등수두선으로 이루어진 공간을 등수두면(equipotential space)이라고 한다. 그림에서는 4개의 유로, 6개의 등수두면이 있다.

## 특성
- 유선과 등수두선은 직교
- 유선, 등수두선으로 이루어지는 사변형은 정사각형(그림에서 a=b)
- 인접한 두 유선 사이의 침투수량은 동일
- 인접한 두 등수두선 사이의 손실수두는 동일
- 침투속도와 동수경사는 유선망의 폭에 반비례
- 유선망 성립에 필요한 유로 수는 4~6개

## 등방 토질에서 침투유량
등방인 토질에서 단위폭당 침투유량 q는 다음 식으로 구한다.
{\displaystyle q=kh{\frac {n_{f}}{n_{d}}}}
k : 투수계수
h : 측정하는 두 지점 사이의 전손실수두
nf : 유로 수
nd : 등수두면 수

## 비등방 토질에서 침투유량
자연계 토질은 대부분 비등방성이다. 연직방향 투수계수가 수평방향 투수계수보다 작다({\displaystyle k_{z}<k_{x}}) 연속방정식을 라플라스 방정식으로 바꾸면 x방향으로 축소된 유선망을 그릴 수 있다. 즉 축소된 좌표는 다음과 같이 변환된다.
{\displaystyle x_{t}={\sqrt {\frac {k_{z}}{k_{x}}}}x}
침투가 x방향으로만 일어난다고 할 때, 단위폭당 침투유량은
{\displaystyle q_{x}=k'h{\frac {n_{f}}{n_{d}}}={\sqrt {k_{x}\cdot k_{z}}}h{\frac {n_{f}}{n_{d}}}}
{\displaystyle k'={\sqrt {k_{x}\cdot k_{z}}}}은 등가투수계수이다.

### 등가투수계수
그림에서 각 경우의 단위폭당 유량을 구하면
- 축소단면 {\displaystyle q=k'{\frac {\Delta h}{b}}b}
- 원축척 환원 단면 {\displaystyle q=k_{x}{\frac {\Delta h}{b{\sqrt {\frac {k_{x}}{k_{z}}}}}}b}

두 유량은 같으므로 {\displaystyle k'=k_{x}{\sqrt {\frac {k_{z}}{k_{x}}}}={\sqrt {k_{x}\cdot k_{z}}}}

## 비균질 토질에서 유선망
실제 흙댐은 균질한 재료로 이루어지는 경우가 드물고 중앙 차수벽, 댐 하류측 필터 등으로 인해 비균질하게 된다. 투수계수가 k1인 토층과 k2인 토층이 경사지지 않게 만나는 경우 연속방정식에 의해
{\displaystyle Q=k_{1}i_{1}A_{1}=k_{2}i_{2}A_{2}}
동수경사 {\displaystyle i_{1}={\frac {\Delta h}{l_{1}}},i_{2}={\frac {\Delta h}{l_{2}}}}이므로
{\displaystyle {\frac {l_{2}}{l_{1}}}={\frac {k_{2}}{k_{1}}}}
투수계수가 k1인 토층과 k2인 토층이 경사지게 만나는 경우 연속방정식에 의해 단위폭에 대해서
{\displaystyle Q=k_{1}{\frac {\Delta h}{CA}}b_{1}=k_{2}{\frac {\Delta h}{BD}}b_{2}}
{\displaystyle {\frac {CA}{b_{1}}}=\tan \alpha ,{\frac {BD}{b_{2}}}=\tan \beta }
{\displaystyle {\frac {k_{1}}{\tan \alpha }}={\frac {k_{2}}{\tan \beta }}}
{\displaystyle \therefore {\frac {\tan \beta }{\tan \alpha }}={\frac {k_{2}}{k_{1}}}}

## 흙댐의 침윤선
흙댐에서 유선망을 그리기 위해서는 침윤선을 그려야 한다. 침윤선을 그리는 방법 중 카사그란드(1937)가 제시한 방법이 많이 쓰인다. 그림에서 aefbc가 실제 침윤선이라고 할 때, 이와 유사한 포물선 모양의 침윤선 a'efb'c'으로부터 실제 침윤선 aefbc를 그리는 과정은 다음과 같다. 이때 포물선 a'efb'c'의 초점은 c이다.

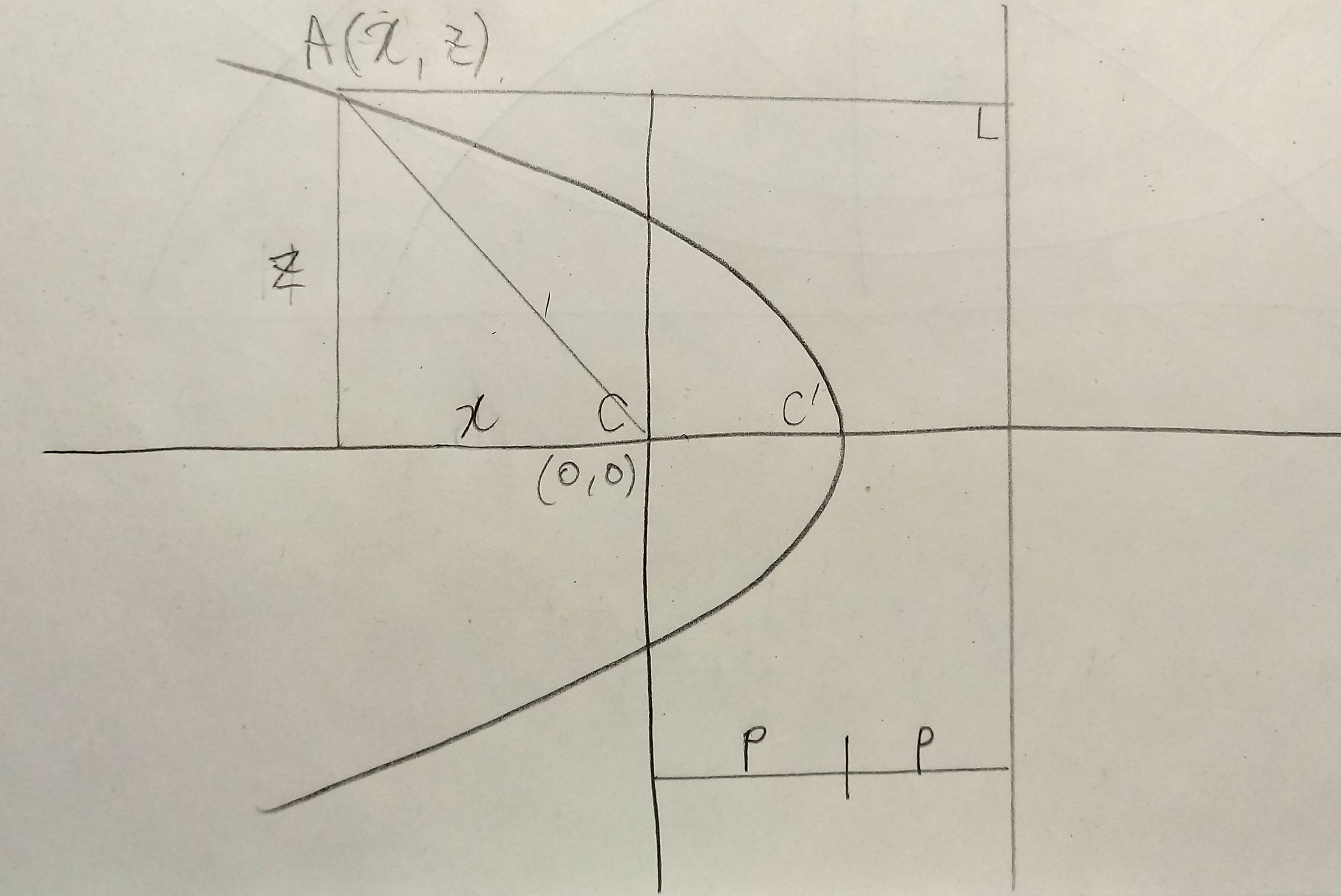
그림 1

1. a'efb'c'을 간략화한 그림 1과 같은 포물선을 생각한다. 포물선의 성질에 의해 {\displaystyle {\sqrt {x^{2}+z^{2}}}=x+2p}
2. p에 대해 정리하면 {\displaystyle p={\frac {1}{2}}({\sqrt {x^{2}+z^{2}}}-x)}이며, p를 구하기 위해 이미 알고 있는 값 x=d, z=H를 대입. 즉 {\displaystyle p={\frac {1}{2}}({\sqrt {d^{2}+H^{2}}}-d)}
3. p값을 알게 되었으므로 원 식 {\displaystyle {\sqrt {x^{2}+z^{2}}}=x+2p}를 x에 관해 정리한 {\displaystyle x={\frac {z^{2}-4p^{2}}{4p}}}를 이용해 포물선을 그린다.

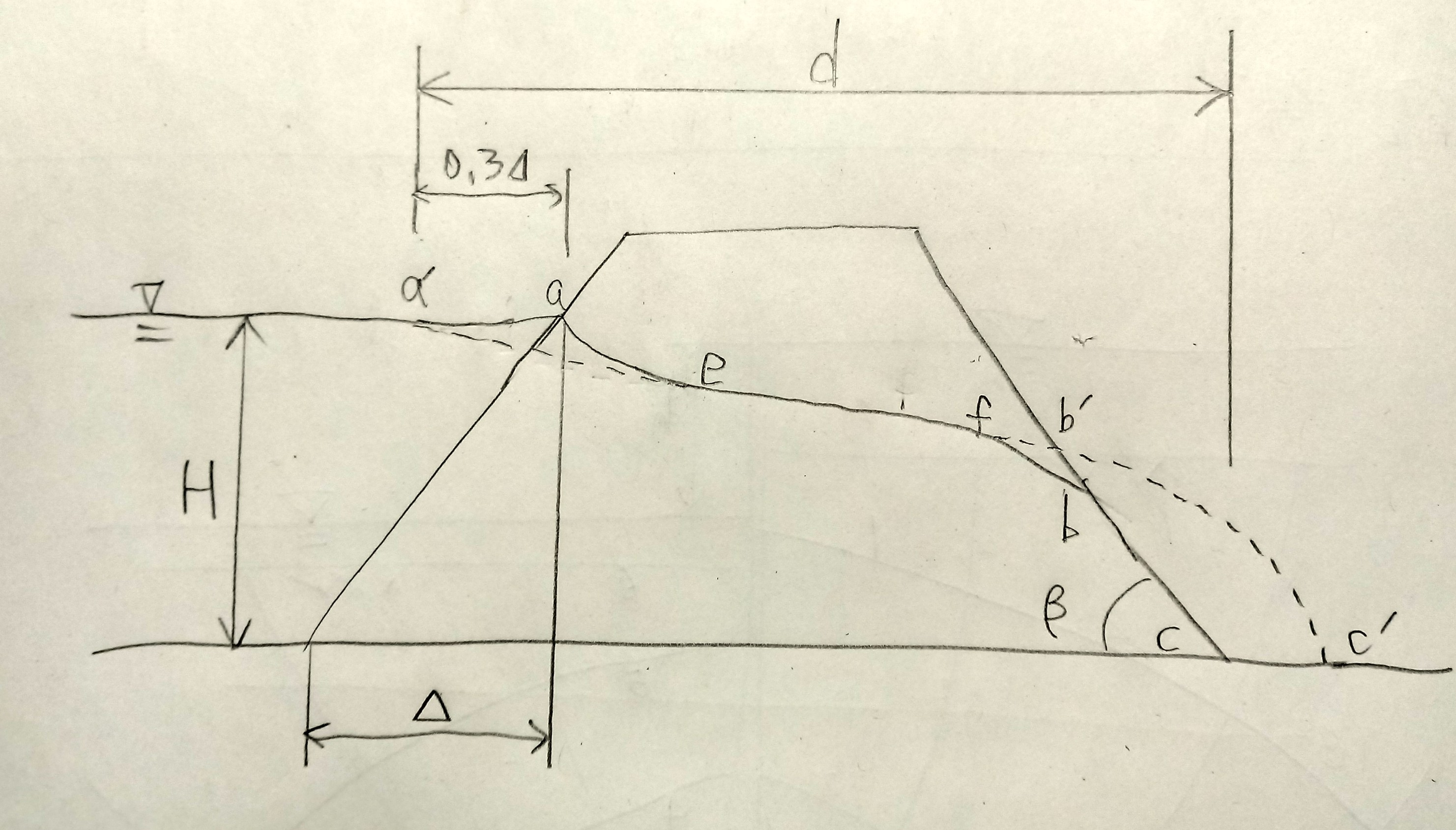
a'a=0.3Δ

1. ae는 수작업으로 작도
2. 하류면 경사각 {\displaystyle \beta <30^{\circ }}인 경우 침윤면의 길이 {\displaystyle {\overline {bc}}=l={\frac {d}{\cos \beta }}-{\sqrt {{\frac {d^{2}}{\cos ^{2}\beta }}-{\frac {H^{2}}{\sin ^{2}\beta }}}}}
3. 하류면 경사각 {\displaystyle \beta \geq 30^{\circ }}인 경우 카사그란드의 도표를 이용해 l을 계산, 7번 과정을 진행
4. fb는 수작업으로 작도

단위폭당 침투수량 {\displaystyle q=kiA=k(\tan \beta )(l\sin \beta )=kl\sin \beta \tan \beta \quad (\because i={\frac {dz}{dx}}=\tan \beta ,A=1\cdot l\sin \beta )}

## 같이 보기
- 포텐셜 유동
- 해석 함수

## 참고 문헌
- 장병욱; 전우정; 송창섭; 유찬; 임성훈; 김용성 (2010). 《토질역학》. 구미서관. 107-117쪽. ISBN 978-89-8225-697-4.
- 김도열; 김석환; 기완서; 정상국; 이병철 (2009). 《알기쉬운 토질역학》. 구미서관. 153-155쪽. ISBN 978-89-8225-688-2.
- 임진근; 정대석; 허경한; 이동현 (2015). 〈4〉. 《토목기사 과년도 - 토질 및 기초》. 성안당. ISBN 9788931568110.
- 이재수 (2018). 《수문학》 2판. 구미서관. ISBN 9788982252914.